# 克爾賈利州
克爾賈利州是保加利亞的一個州，位於該國南部，南鄰希臘。面積3,209平方公里，2006年人口164,019人。州府克爾賈利，下分为7个市镇。其中保加利亞土耳其裔人口佔比超過一半以上。